# Ernst Heinrich
Ernst Heinrich est un historien en architecture et archéologue allemand, né à Berlin le 15 décembre 1899 et mort dans la même ville le 28 mars 1984. Ses recherches et ses publications portent essentiellement sur l'architecture en Mésopotamie et plus généralement du Proche-Orient ancien.

## Biographie
De 1920 à 1925, il étudie l'architecture à l'université technique de Berlin dont il sort diplômé en 1933. Cette année-là, il participe aux fouilles du site d'Uruk en Irak et est l'inventeur, notamment, du vase d'Uruk. Il devient professeur dans cette même université dès 1948. En 1952, il obtient la chaire d'histoire de l'architecture, poste qu'il conserve jusqu'à sa retraite en 1965. À partir de 1967, il dirige les fouilles de Habuba Kabira et à partir de 1969, de Mumbaqat, deux sites majeurs situés dans le centre-nord de la Syrie.

## Publications
- (de) Bauwerke in der altsumerischen Bildkunst, Harrassowitz, Wiesbaden 1957 ;
- (de) avec Kurt Bittel, Vorderasiatische Archäologie. Studien und Aufsätze. Anton Moortgat zum 65. Geburtstag, Mann, Berlin, 1964 ;
- (de) Die Tempel und Heiligtümer im alten Mesopotamien., de Gruyter, Berlin, 1982 ;
- (de) Die Paläste im alten Mesopotamien, de Gruyter, Berlin, 1984,  (ISBN 3-11-009979-9).